# Rance (plaats)
Rance is een dorp in de Belgische provincie Henegouwen, en een deelgemeente van de Waalse gemeente Sivry-Rance. Rance was een zelfstandige gemeente, tot die bij de gemeentelijke herindeling van 1977 toegevoegd werd aan de gemeente Sivry-Rance.

## Demografische ontwikkeling
- Bronnen:NIS, Opm:1831 tot en met 1970=volkstellingen

## Bezienswaardigheden
Rance genoot vroeger wereldfaam omwille van het rode marmer dat er ontgonnen werd. Het rancemarmer werd bijvoorbeeld gebruikt voor de zuilen in de spiegelzaal van het kasteel van Versailles. Tegenwoordig is er geen ontginning meer.
In 1979 werd als herinnering hieraan in het oud-gemeentehuis het marmermuseum geopend.

## Afbeeldingen

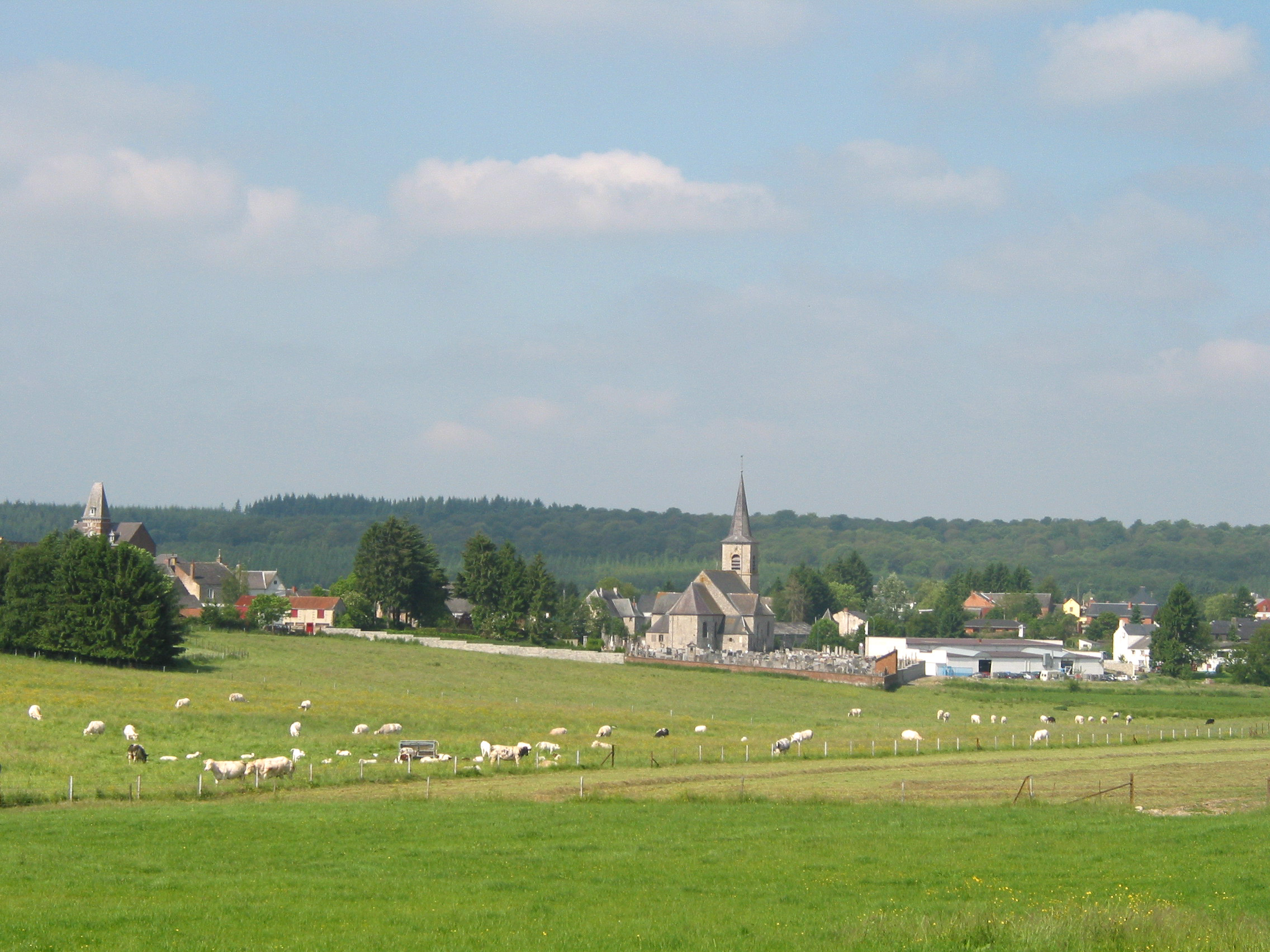
Rance, het dorp van het rode marmer
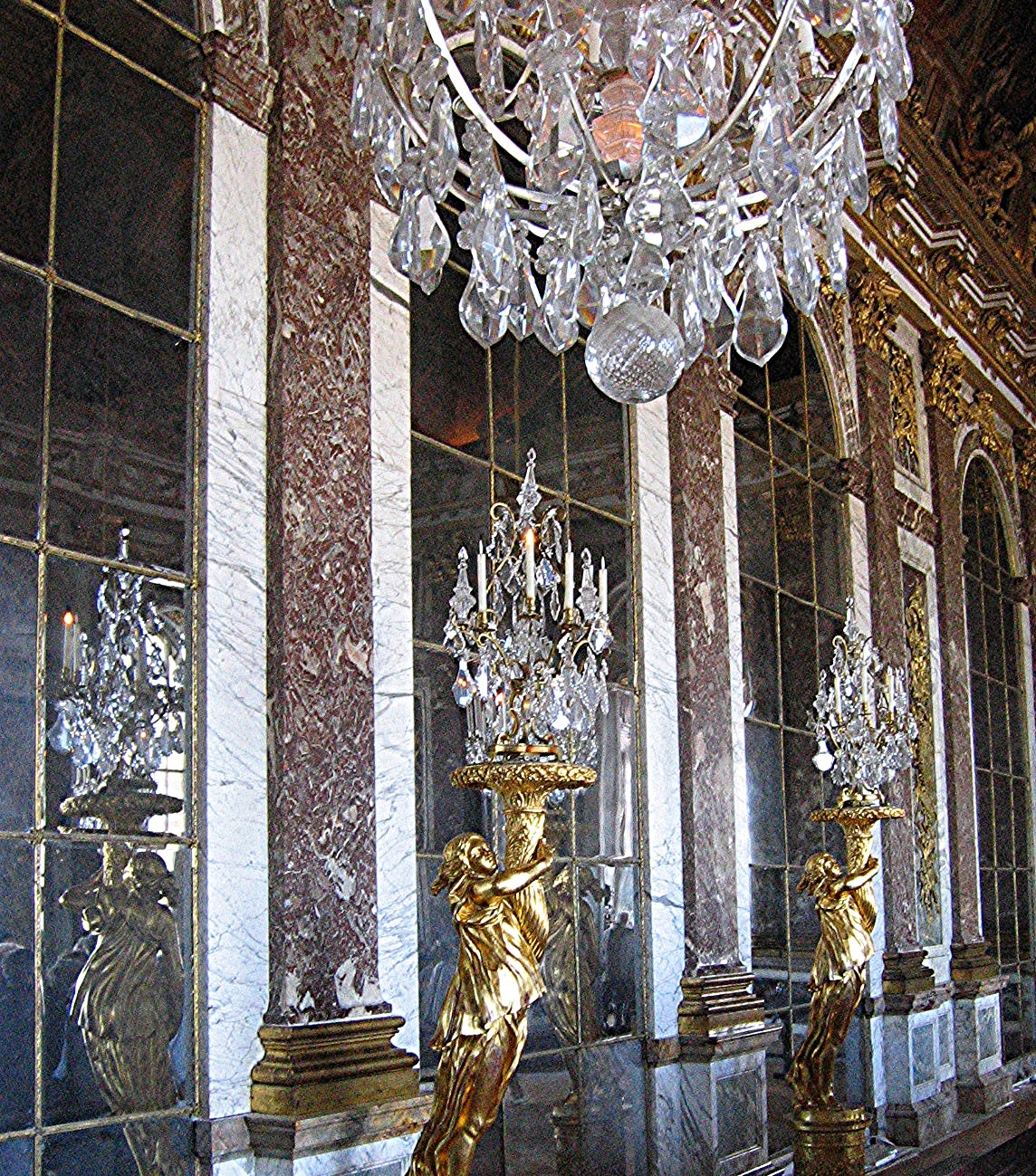
Het rancemarmer in de spiegelzaal van het kasteel van Versailles